# Philodromus hui
Philodromus hui es una especie de araña cangrejo del género Philodromus, familia Philodromidae. Fue descrita científicamente por Yang & Mao en 2002.